# Synchiropus hawaiiensis
Synchiropus hawaiiensis là một loài cá biển thuộc chi Cá đàn lia gai trong họ Cá đàn lia. Loài này được mô tả lần đầu tiên vào năm 2000.

## Phân bố và môi trường sống
S. hawaiiensis có phạm vi phân bố ở Bắc Thái Bình Dương. Đây là một loài đặc hữu của quần đảo Hawaii, và chỉ được tìm thấy tại eo biển Pailolo (ngăn giữa hai đảo Molokai và Maui). S. hawaiiensis sống trên đáy cát, được tìm thấy ở độ sâu khoảng từ 185 đến 318 m.

## Mô tả
Mẫu vật lớn nhất của S. hawaiiensis có chiều dài cơ thể được ghi nhận là 13 cm. Đây là một loài dị hình giới tính: vây lưng cá đực cao hơn của cá mái, và đuôi cá đực cũng dài hơn của cá mái. Mẫu vật của các tiêu bản (đã ngâm trong rượu): Đầu và thân màu nâu; hai bên thân có các đốm nâu sẫm. Vây lưng thứ nhất của cá đực sáng màu hơn; gai thứ nhất có các đốm sẫm màu hơn; có đốm ở trên màng vây thứ 3. Tia vây lưng thứ hai màu xám đen, có đốm. Vây hậu môn, vây đuôi, vây ngực và vây bụng trắng nhạt. Vây lưng đầu tiên ở cá mái có một đốm đen lớn trên màng thứ ba và có các sọc màu nâu sẫm ở các màng trước. Tia vây lưng thứ hai phát hiện màu xám. Vây hậu môn trắng nhạt. Phần trên của vây đuôi màu xám đen. Vây ngực trong suốt. Vây bụng có đốm nâu.
Số gai ở vây lưng: 4; Số tia vây mềm ở vây lưng: 8; Số gai ở vây hậu môn: 0; Số tia vây mềm ở vây hậu môn: 8; Số tia vây mềm ở vây ngực: 21 - 22; Số gai ở vây bụng: 1; Số tia vây mềm ở vây bụng: 5.